# VCD-BOX

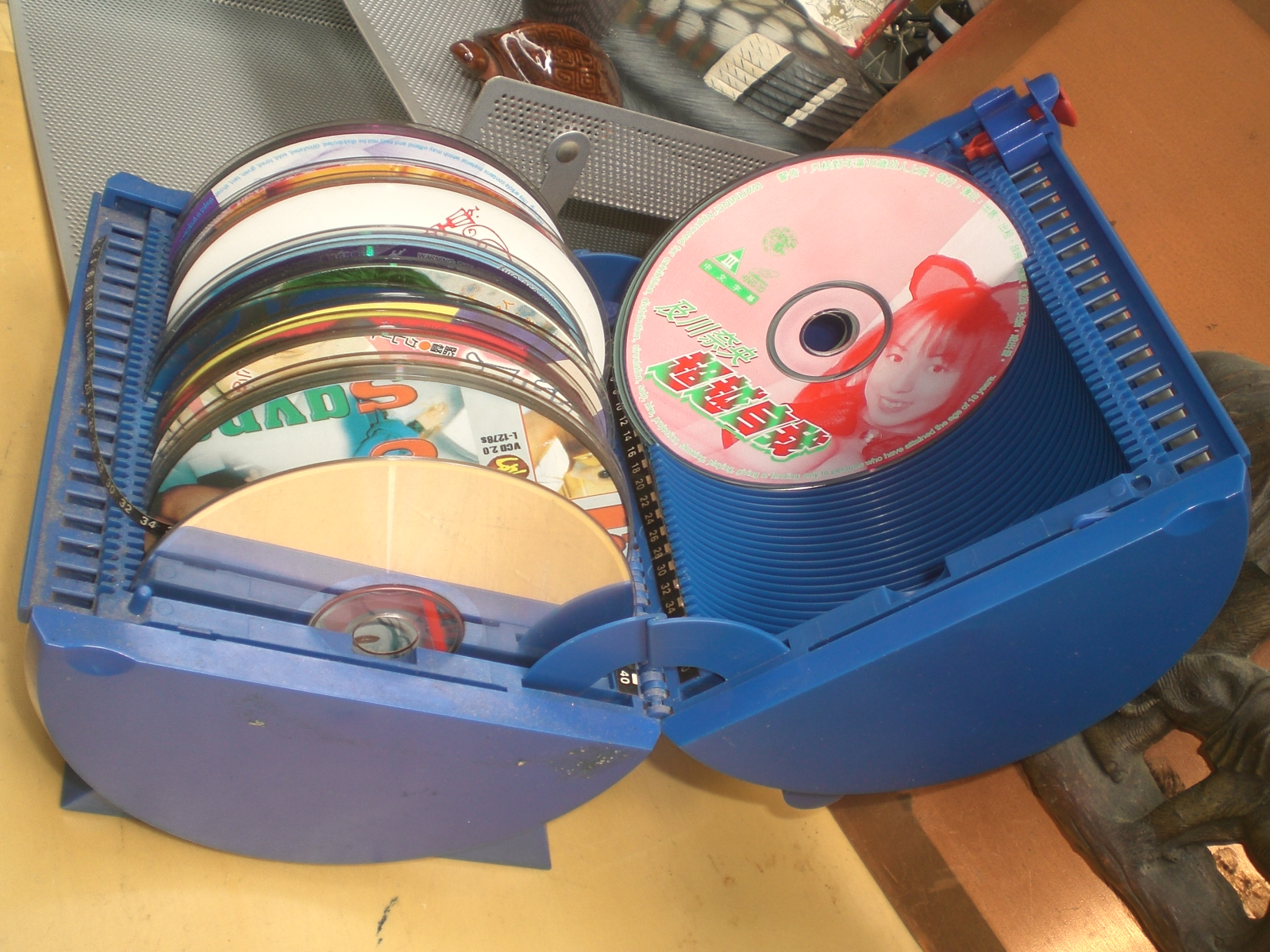
港版三級片VCD-BOX

VCD-BOX是1990年代末期到2000年代初期在中国大陆、台湾、香港、澳门等地区流行的VCD音像制品销售形式。

## 由来
在1990年代的大中华地区，由於当时还未出现DVD、Blu-ray的音像制品，主要在末期开始流行以VCD-BOX的规格出售，VCD-BOX主要是以动画、电视剧为合辑全套收录。早期一般外盒为包装纸盒，上面都会有两片装、六碟装、五合装、八片装、十盒装等字样。外盒内装着CD盒大小的黑色软塑料碟盒或有机硬塑料碟盒，里面装着的VCD光盘都被称为“小影碟”或“金彩碟”。连着外盒的提手可裹入，也可撑开来提着，包装很精美但成本很低。
直到21世紀初期所出现的塑料盒封装的全套型VCD-BOX所替代，最著名的就是中国大陆的广东东和兴影音制品开始流行起来，纸盒VCD-BOX开始进入淘汰阶段，直到20年代末期的DVD开始出现在市面畅销。

## 版权问题
整体市场上正版和盗版鱼龙混杂，中国大陆大多都是向台湾和香港引进的代理版权，也有相当一部分为盗版，其中内容多为繁体中文版，但也有一部分版权是归中国大陆所有。